# Estanislao Vayreda
Estanislao Vayreda y Vila (Olot, 1848-Olot, 1901) fue un botánico y ornitólogo español.

## Biografía
Nació el 11 de noviembre de 1848 en Olot, en el seno de una familia de la nobleza rural, ideológicamente carlista, hermano de Joaquín Vayreda, pintor y de Marian Vayreda, escritor. Tras la muerte de su padre en 1872 formó parte del estado mayor de Francesc Savalls durante la tercera guerra carlista. Falleció en su localidad natal el 20 de septiembre de 1901.

## Algunas publicaciones
- 1882. Catàleg de la Flòrula de "La Mare de Déu del Mont". -Inclòs dins el volum de 1919-1920 de "Treballs de la Institució Catalana d'Història Natural", pp. 359-442. Editado 2010, 110 pp. ISBN 1160334854

### Libros
- 1879. Plantas notables por su utilidad ó rareza que crecen espontáneamente en Cataluña : ó sea apuntes para la flora catalana. 196 pp.
- 1883. Fauna ornitológica de la provincia de Gerona.... Gerona, Impr. Paciano Torres. 280 pp.
- 1901. Notas geográfico-botánicas. Volumen 29 de Anales de la Sociedad Española de Historia Natural. 22 pp.
- 1902. Plantas de Cataluña. Volumen 30 de Anales de la Sociedad Española de Historia Natural. 92 pp.

- La abreviatura «Vayr.» se emplea para indicar a Estanislao Vayreda como autoridad en la descripción y clasificación científica de los vegetales.[2]